# Gustaf Brahe
Gustaf Brahe, född 8 mars 1558 och död 10 januari 1615, var svensk greve, riksråd och polsk fältmarskalk.
Gustaf Brahe var son till det mäktiga riksrådet Per Brahe d.ä., och nära släkt med kungahuset. Hans farmor var Margareta Eriksdotter (Vasa) och hans mor var Beata Stenbock, syster till Gustav Vasas hustru Katarina Stenbock. 
Han utsågs 1593 till Sigismunds legat i Sverige och fick av kungen uppdrag att biträda sin bror Erik som ståthållare i Stockholm. När denne efter några månade skiljdes från sin befattning, lämnade Gustaf Brahe Sverige och begav sig till Polen. Under Sigismunds krig mot hertig Karl hade han fått befallning att fängsla alla de anhängare till hertigen han kunde få tag på, och när kungen efter slaget vid Stångebro lämnade Sverige, följde Gustaf Brahe med. 
Under sin tid i Polen steg Brahe i graderna till fältmarskalk och avled i Danzig 1615.

## Familj
I historien har han mest blivit känd för sitt förhållande med Johan III:s dotter, prinsessan Anna Vasa. Uppfostrade tillsammans, hade de fattat tycke för varandra, och rykten började sprida sig om hemliga möten mellan de två hos Gustaf Brahes syster, Ebba. Hertig Karl var en av dem som hårdast motsatte sig förhållandet. 1589 anhöll han om prinsessans hand hos kung Sigismund, och fick ett, åtminstone inte nekande svar. Något bröllop kom dock aldrig till stånd, och Gustaf Brahe förblev ogift livet igenom.
Han fick dock med sin älskarinna, Anna Reibnitz från Schlesien, en son: 
- Johan Gustavsson (död 1685), som blev underlagman och hovrättsassessor och tillsammans med sin kusin adlades Örnevinge.